# Scooby-Doo e il fantasma della strega
Scooby-Doo e il fantasma della strega (Scooby-Doo and the Witch's Ghost) è un film d'animazione direct-to-video del 1999 diretto da Jim Stenstrum.
Prodotto dalla Warner Bros., è stato distribuito negli Stati Uniti d'America il 5 ottobre 1999.
Il film narra le avventure di Scooby-Doo e la Mystery Inc. alle prese con la leggenda di un fantasma nella Nuova Inghilterra.
In Italia il film non è mai arrivato in DVD, ma è stato distribuito in VHS. È stato anche trasmesso sulle reti Boomerang, Cartoon Network, Boing e Italia 1. Anche in questo caso, come per il film precedente Scooby-Doo e l'isola degli zombie, il tono è molto più cupo rispetto alla serie e ai film successivi.
Il film introduce le Hex Girls, band fittizia che diventerà parte integrante del franchise.

## Trama
Dopo che Ben Ravencroft, un famoso scrittore horror di cui Velma Dinkley è una grande fan, assiste lei e Mystery Inc. nella risoluzione di un caso in un museo, li invita nella sua città natale, Oakhaven, nel Massachusetts. Quando arrivano, trovano la città trasformata in un'attrazione turistica dal sindaco Corey, con repliche del XVII secolo basate sul fantasma di Sarah Ravencroft, un'antenata di Ben che fu perseguitata come strega e giustiziata dai cittadini puritani nel 1657. Ben contesta questo, sostenendo che Sarah era una Wicca, persone normali in sintonia con la natura che credevano nell'uso delle erbe e di altri elementi naturali per guarire i malati e i meno fortunati, e ha passato anni a cercare il suo diario medico per provare la sua innocenza.
Scooby-Doo e Shaggy Rogers sono inseguiti dal fantasma di una strega. La banda è attratta da un gruppo rock gotico tutto al femminile, le Hex Girls, formato da Luna, Dusk e Sally "Thorn" McKnight, durante una delle loro prove. Fred Jones e Daphne Blake seguono Thorn e la scoprono mentre esegue un rituale e sono convinti che le Hex Girls siano streghe.
La strega fantasma viene catturata da Velma e si rivela essere il signor McKnight, il padre di Thorn e il farmacista di Oakhaven, e i cittadini sono stati coinvolti. Thorn spiega che il "rituale" a cui Fred e Daphne hanno assistito era un rimedio a base di erbe creato per lenire le sue corde vocali: le tre infatti sono delle Eco-goth, una versione moderna dei Wicca, in particolare Thorn che è wicca per un 16° da parte di madre. Corey e il signor McKnight si scusano con Ben per aver usato il suo antenato nella loro trovata pubblicitaria. La strega è stata creata per rilanciare l'economia turistica in crisi della città e hanno trovato ispirazione dopo aver trovato la pietra tombale di Sarah durante i lavori per costruire il villaggio dei puritani. Viene rivelato che una fibbia per scarpe che Scooby aveva trovato in precedenza era in realtà il lucchetto del diario di Sarah.
Scooby scava e trova una scatola contenente il diario sepolto, che in realtà è un libro di incantesimi. Ben rivela che Sarah era veramente una strega, che esercitava la sua stregoneria contro i cittadini prima che i Wicca usassero i loro poteri basati sulla natura per imprigionarla nel suo stesso libro di incantesimi (i suoi antenati, quindi, lo rendono uno stregone). Ha progettato il mistero al museo solo per poter incontrare Mystery Inc., sapendo che avrebbero potuto condurlo al libro, anche se la strega fantasma non faceva parte del suo piano. Ben convoca Sarah ma scopre che non ha lealtà nei suoi confronti e le sue ambizioni sono distruggere il mondo per vendicare la sua prigionia piuttosto che governarlo al suo fianco.
Disilluso, Ben tenta di imprigionarla di nuovo, ma lei gli dice che solo un vero Wicca può sconfiggerla e lo intrappola in una sfera magica. La banda tenta di ottenere il libro mentre Sarah trasforma zucche e alberi in mostri e ingrandisce un tacchino per fermarli. Daphne e Velma liberano le Hex Girls e quest'ultima convince Thorn a usare il suo potere Wicca ereditato per imprigionare Sarah. Il piano funziona, risucchiandola nel libro e riportando alla normalità i mostri che ha creato, ad eccezione del tacchino. Rifiutandosi di tornare da sola alla sua prigionia, Sarah trascina Ben nel libro con lei.
Un ramo in fiamme cade quindi sul libro e lo incenerisce, assicurando che i Ravencroft non possano mai tornare. La banda e i cittadini celebrano la loro liberazione con un concerto delle Hex Girls con la banda e il tacchino ancora gigante che si uniscono allo spettacolo.

## Produzione
Dopo il successo di Scooby-Doo on Zombie Island, che ottenne vendite migliori di quanto la Warner Bros. si aspettasse, il team fu incaricato di creare un secondo film direct-to-video di Scooby-Doo . Il suo predecessore fu considerato un esperimento una tantum e, come tale, la troupe che lo produsse lavorò con poca supervisione da parte dei dirigenti. Per Witch's Ghost , questa libertà creativa fu notevolmente ridotta. La Warner Bros. suggerì gli sceneggiatori Rick Copp e David A. Goodman, il che insultò il team che aveva prodotto il primo film in totale autonomia. Inoltre, lo studio chiese ai registi di "attenuare" i loro contenuti, poiché temevano che Zombie Island si fosse rivelato troppo spaventoso per il pubblico a cui era destinato. 
La sceneggiatura di Copp e Goodman si concludeva con la rivelazione che gli abitanti del paese stavano usando la strega come espediente pubblicitario. Il team originale trovò la cosa insoddisfacente e Glenn Leopold riscrisse l'ultimo terzo del film, introducendo il concetto che il fantasma è reale. 

## Colonna sonora
Per coincidere con l'uscita di Scooby-Doo on Zombie Island , la Warner Bros. decise di pubblicare l'album Scooby-Doo's Snack Tracks: The Ultimate Collection . Raggiunse il picco al numero 5 nella classifica Kid Albums di Billboard e rimase nella top 25 per oltre 26 settimane.  Questa popolarità ispirò la Warner Bros. a pubblicare una colonna sonora completa per il loro film successivo, Scooby-Doo! e il fantasma della strega .
Kid Rhino ha collaborato con Warner Home Video e Cartoon Network per distribuire la colonna sonora del film. Secondo Carol Lee, vicepresidente di Rhino, "Abbiamo [lavorato] a stretto contatto con Warner Home Video in modo da essere parte di tutto ciò che fanno". Ha aggiunto che la colonna sonora del film è stata "trattata come quella di un'uscita teatrale. Abbiamo creato un video musicale che è apparso nell'home video".  Il 14 settembre 1999, la colonna sonora è stata distribuita su CD e audiocassetta, con canzoni di The Hex Girls e Billy Ray Cyrus che canta " Scooby-Doo, Where Are You? ". 

## Accoglienza
Il film ha ottenuto un indice di gradimento del 50% su Rotten Tomatoes. David Parkinson di Radio Times ha dato al film due stelle su cinque, dicendo: "Questo cartone animato completo con i detective adolescenti cacciatori di fantasmi è una specie di miscuglio".  Joe Neumaier di Entertainment Weekly ha detto: "Sebbene scritto in modo astuto, non ha lo stesso impatto di Scooby-Doo sull'isola degli zombie dell'anno scorso. 

## Doppiatori
| Personaggio      | Doppiatore originale | Doppiatore italiano      |
| ---------------- | -------------------- | ------------------------ |
| Scooby-Doo       | Scott Innes          | Pietro Ubaldi            |
| Shaggy Rogers    | Scott Innes          | Diego Sabre              |
| Daphne Blake     | Mary Kay Bergman     | Roberta Gallina Laurenti |
| Fred Jones       | Frank Welker         | Gabriele Calindri        |
| Velma Dinkley    | B.J. Ward            | Giulia Franzoso          |
| Ben Ravencroft   | Tim Curry            | Claudio Moneta           |
| Sarah Ravencroft | Tress MacNeille      | Graziella Porta          |
| Thorn            | Jennifer Hale        | Paola Della Pasqua       |
| Dusk             | Jane Wiedlin         |                          |
| Luna             | Kimberly Brooks      |                          |
| Mr. McKnight     | Pete Renaday         | Antonio Paiola           |
| Jack             | Bob Joles            | Riccardo Rovatti         |
| Sindaco          | Neil Ross            | Enrico Bertorelli        |